# Wikipedia francuskojęzyczna
Wikipedia francuskojęzyczna – wersja Wikipedii w języku francuskim, nazwana Wikipédia. Uruchomiona w marcu 2001 roku jest piątą co do wielkości Wikipedią, a zarazem pierwszą pisaną w języku romańskim. 8 lipca 2018 roku osiągnęła 2 miliony artykułów.
Obecnie na tej Wikipedii jest 13 426 309 stron, w tym 2 673 890 artykułów, 223 830 321 edycji, 5 144 089 zarejestrowanych użytkowników, w tym 18 757 aktywnych użytkowników, i 73 210 plików. Wskaźnik głębokości wynosi 269.

## Oś czasu
2001
- 23 marca: Oficjalna data stworzenia francuskojęzycznej edycji Wikipedii.
- 19 maja: Pierwsza zapisana wersja[4].
- 6 czerwca: Pierwsza znana strona główna[5].

2002
- czerwiec: Nowe logo (zielone i zupełnie inne w porównaniu do reszty edycji) zostało pokazane jako inicjatywa Rinalduma. Ten ruch autonomistyczny został skrytykowany przez społeczność francuskich wikipedystów za to, że nie był konsultowany z nikim, lecz logo pozostało.
- sierpień: Pierwsi administratorzy, Anthere, Aoineko i Shaihulud. Pierwsza blokada adresu IP.
- 31 października: Przejście do Fazy III.
- grudzień: Wysoki wzrost aktywności użytkowników. Sugerowane jest to działalnością spamowego bota. Po tym nowym typie wandalizmu w oprogramowaniu dodano funkcję cofania edycji za pomocą linku (tylko dla adminów).

2003
- styczeń: Ogromne obniżenie aktywności, prawdopodobnie z powodu spowolnionych serwerów.
- 6 lutego: Zmieniona strona główna: przed ⇒ po. Nowy projekt stworzony przez Aoineko został zaadaptowany później przez inne edycje Wikipedii (włączając w to polską i angielską edycję).
- 7 lutego: 5000 artykułów
- 19 lutego: 6000 artykułów
- 7 marca: 7000 artykułów.
- 27 marca: 8000 artykułów
- 13 kwietnia: Zabiera trzecie miejsce Wikipedii polskojęzycznej plasując się z 9051 artykułami na trzecim miejscu za anglojęzyczną i niemieckojęzyczną Wikipedią.
- 15 maja: 10 000 artykułów
- 18 maja: Główna strona obejrzana 100 000 razy od czasu zaimplementowania licznika.
- 7 czerwca: Wikipédia ma 20 000 stron, włączając 12 800 artykułów.
- środek czerwca: Kalkulacja stron jest modyfikowana. Według nowej metody kalkulacji Wikipedia francuskojęzyczna ma 13 058 artykułów.
- 5 sierpnia: 15 000 artykułów. Ponad 20 000 zmian wykonanych po przejściu do Fazy III oprogramowania MediaWiki.
- 4 września: 16 000 artykułów
- październik: Nowe logo
- 3-11 listopada: Papotages jest pierwszym użytkownikiem zablokowanym na stałe za ciągłe wandalizowanie artykułów.
- 17 listopada: Lorraine jest pierwszym artykułem tygodnia. 38 użytkowników uczestniczyło w jego redakcji.
- 22 listopada: 20 000 artykułów

2004
- 26 stycznia: 25 000 artykułów
- 14 marca: 30 000 artykułów
- koniec marca: Przejście na UTF-8
- 1 maja: 35 000 artykułów
- 16 czerwca: 40 000 artykułów
- 23 lipca: 45 000 artykułów
- 29 sierpnia: 50 000 artykułów
- 2 listopada o godz. 23:33: 60 000 artykułów
- 22 grudnia: 70 000 artykułów

2005
- 6 lutego: 80 000 artykułów
- 14 marca: 90 000 artykułów
- 21 kwietnia: 100 000 artykułów
- 4 grudnia: 200 000 artykułów

2006
- 4 marca: 250 000 artykułów
- 10 czerwca: 300 000 artykułów
- 26 sierpnia: 350 000 artykułów
- 27 listopada: 400 000 artykułów

2007
- 28 maja: 500 000 artykułów

2008
- 20 lutego: odwołane zostają prace nad nową edycją popularnej francuskojęzycznej encyklopedii, Quid. Uzasadniono to spadkiem sprzedaży spowodowanym przez upowszechnienie Wikipedii we Francji[6].

2009
- 14 stycznia: 750 000 artykułów

2010
- 24 września: 1 000 000 artykułów

2010
- 28 kwietnia: 1 500 000 artykułów